# BP/Aral-Haus

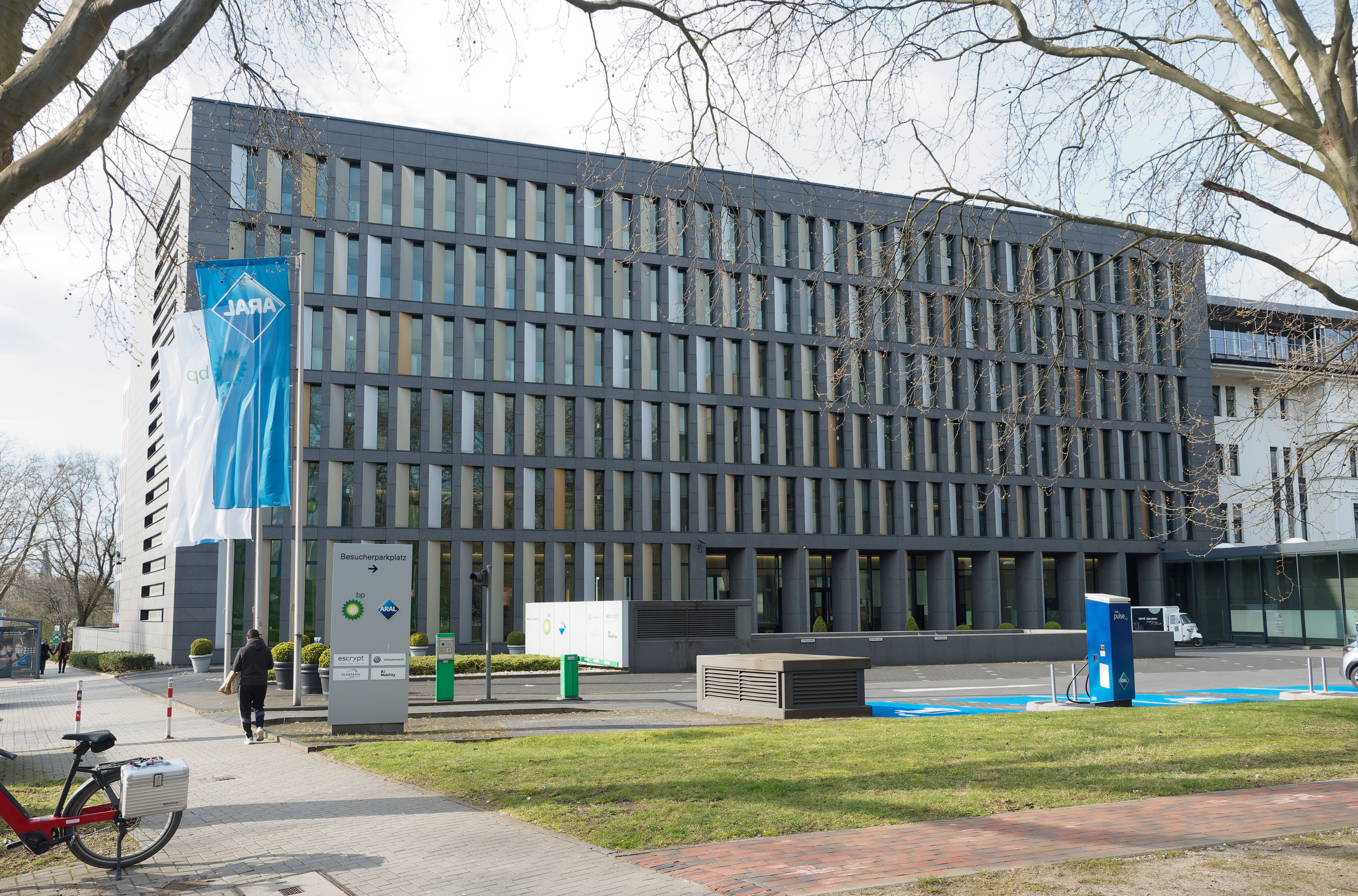
Das BP-Verwaltungsgebäude in Bochum

Das BP/Aral-Haus, früher Aral-Haus, ist ein Bürohaus an der Wittener Straße 45 nahe dem Bochumer Hauptbahnhof in Bochum-Mitte. Es liegt gegenüber dem Gebäude der Deutschen Post, zwischen dem Kortum-Park und dem Stadtarchiv.
Der älteste Gebäudeteil entstand 1925. Architekt war Heinrich Schmiedeknecht im Auftrag des Benzolverbands. Seitdem entstanden mehrere Erweiterungen. Es war später Sitz der Hauptverwaltung von Aral, ebenfalls hat die Deutsche BP-Stiftung dort ihren Sitz. Mittlerweile gehört es zu BP.